# Сіверськодонецький міський театр драми
Сєвєродонецький міський театр драми (рос. Северодонецкий городской театр драмы) — міський російськомовний драматичний театр, що діяв у Сєвєродонецьку Луганської області у 1993—2014 роках.

## Історія

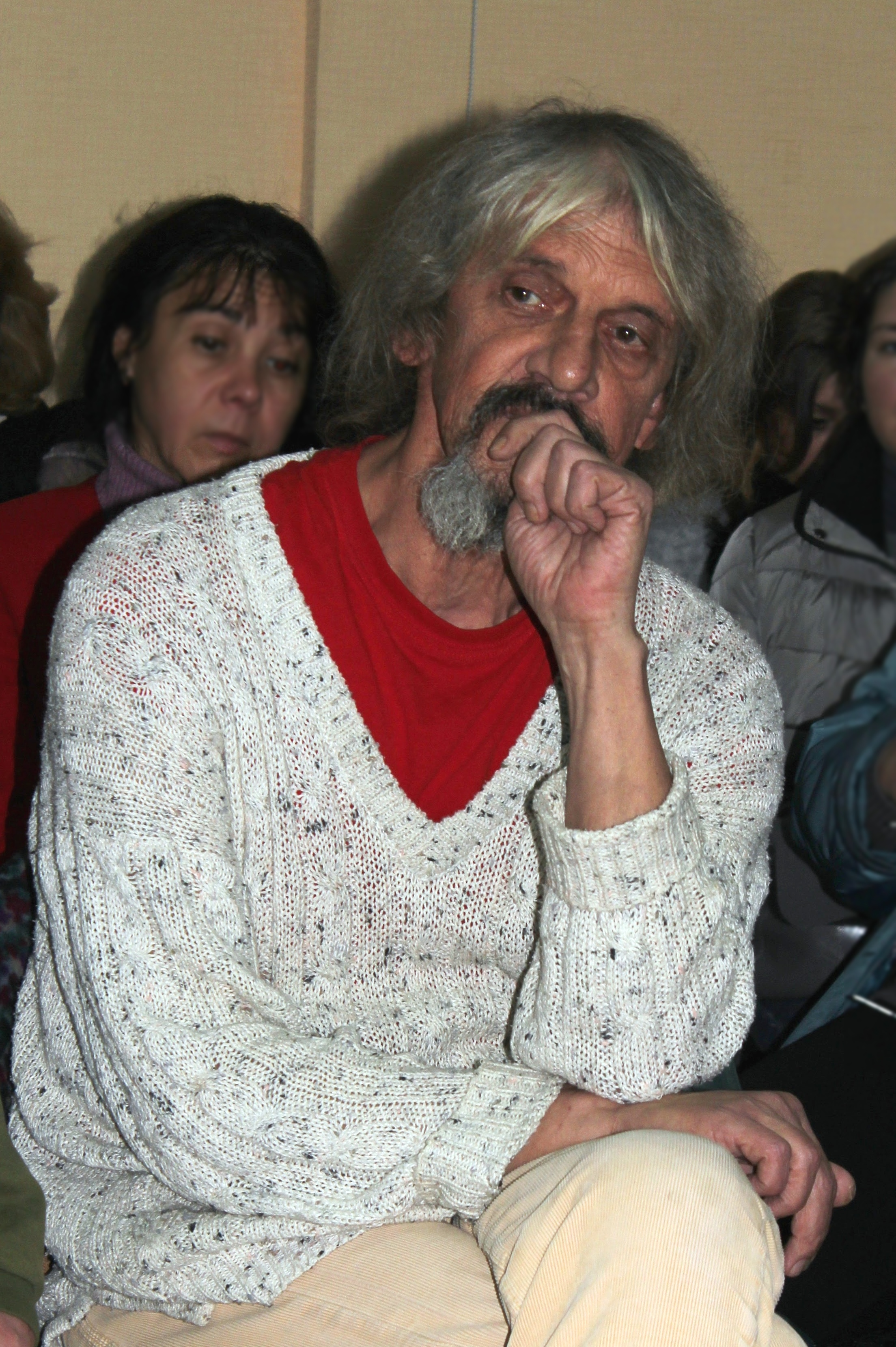
Олександр Шмаль

Міський драматичний театр було створено в Сєвєродонецьку 1993 року за рішенням міськради.
Першим директором, головним режисером і фактично засновником театру виступив випускник Харківського інституту мистецтв Олександр Миколайович Шмаль (рос. Александр Николаевич Шмаль).
Творчий колектив склав акторський курс Харківського інституту мистецтв.
1994 року театр отримав свою постійну прописку в приміщенні колишнього клубу СЗС (Сєвєродонецького заводу «Склопластик»).
У 1997 році в зв'язку з тим, що О. Шмаль залишив колектив, головним режисером став Олег Валерійович Александров (рос. Олег Валерьевич Александров, якого невдовзі було призначено на посаду директора закладу.
9 лютого 1998 року комісією Луганського обласного управління культури та мистецтв проведено атестацію Сєвєродонецького міського театру драми як державної театрально-видовищної установи.
У період 1995—2008 років, що став часом становлення і піднесення театру як осередку культури та мистецтва міста і області, театром керував випускник Київського театрального інституту ім. Івана Карпенка-Карого (режисерський факультет) і Харківського інституту мистецтв (акторський факультет) Олег Александров.

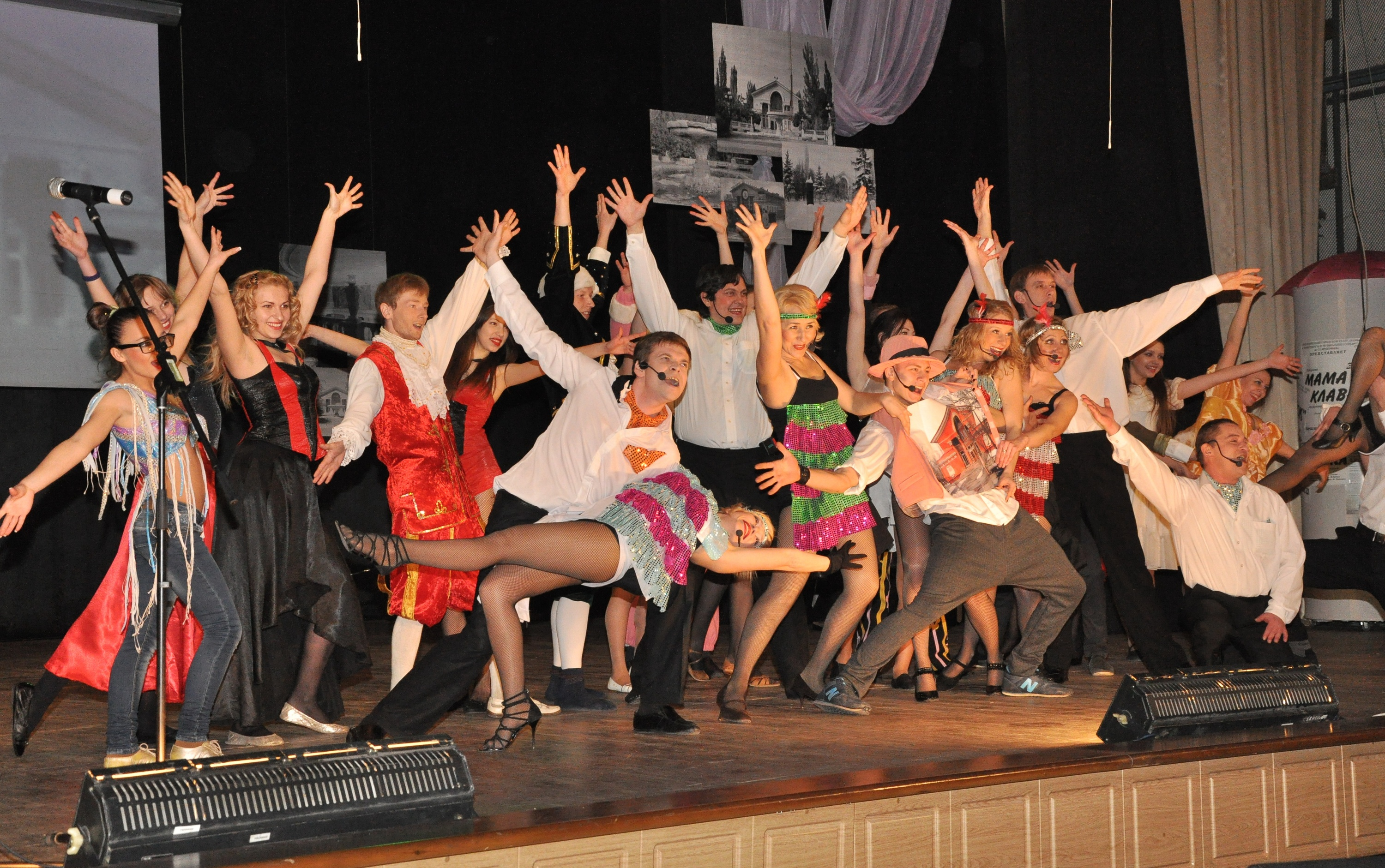
Театр драми святкує 20-річчя

У вересні 2008 року Олег Александров пішов на «підвищення» — став головним режисером Луганського обласного російського драматичного театру, а директором-художнім кервником Сєвєродонецького театру призначили Ірину Сергійовну Суханову (рос. Ирина Сергеевна Суханова), в минулому артистку театру.
У 2014 році, після початку російського вторгнення до України, майже уся трупа на чолі з керівницею виїхала до Росії. Таким чином театр фактично припинив своє існування. Офіційно ліквідований у 2015 році рішенням сесії Сєвєродонецької міської Ради.
Після капітального ремонту(рос.) будівлі в 2017 та урочистого відкриття Президентом тут працює Луганський обласний український музично-драматичний театр.

## Будівля
За інформацією місцевих краєзнавців, у котловані під будівлею театра був «похований» танк часів Другої світової війни.

## Репертуар: знакові вистави театру
Найяскравіші постановки Сєвєродонецького міського театру драми:
- 1991 — «Бродяги Далласа» (Майкл Фрейн, режисер О. Шмаль);
- 1992 — «И на Нирвану капала свеча» (автор і режисер О. Шмаль);
- 1993 — «Гамлет есть Гамлет, есть Гамлет, есть Гамлет…» (автор і режисер О. Шмаль);
- 1996 — «Кроткая» (за мотивами Ф. М. Достоєвського П. Морозов, режисер О. Александров);
- 1998 — «У-рок» (Е. Іонеско, режисер О. Александров);
- 1999 — «Мамаклава» (П. Морозов, О. Александров);
- 2000 — «Путешествие в открытом сердце» (А. Платонов, режисер О. Александров);
- 2003 — «Гоголь-моголь» (за мотивами М. В. Гоголя, режисер О. Александров);
- 2005 — «Персидская сирень» (М. Коляда, режисер О. Александров);
- 2006 — «Эвита», (Копі, режисер О. Александров);
- 2003 — «Замуж за индюка» (Гунілла Боеттіус, режисер П. Морозов);
- 2007 — «Эти свободные бабочки» (Л. Герш, режисер О. Александров);
- 2008 — «Анданте!» (Людмила Петрушевська, режисер П. Морозов);
- 2008 — «Куплю вашего мужа» (М. Задорнов, режисер О. Александров).
- 2011 — Трагифарс «С широко раскрытими глазами» (по мотивам пьєс эксзитенциалистов 20 века), Реж. Роза Саркисян

## Діяльність: фестивалі, конкурси, гастролі
Участь Сєвєродонецького міського театру драми у фестивалях та конкурсах:
- На 2-му фестивалі «Театральный Донбасс» (1994) режисерська монографія Олександра Шмаля «Гамлет есть Гамлет, есть Гамлет, есть Гамлет…» здобула першу премію за найкращу режисуру.
- На 4-му фестивалі «Театральный Донбасс» (1998) вистава «У-рок» (за Е. Іонеско) в постановці Олега Александрова отримала 2-у премію за найкращу режисуру, дві 2-х премій за найкращі чоловічі ролі.
- У 1998 році за запрошенням СТД України та Театру «Дружби народів» вистава «У-рок» демонструвалась у столиці України, де дістав високу оцінку театральних критиків і театральних фахівців.
- 1999 року Сєвєродонецький міський театр драми взяв участь у Всеукраїнському фестивалі «Тернопільські театральні вечори» у місті Тернополі, де здобув 1-у премію за найкращу режисуру, 1-у премію за найкращу чоловічу роль та 1-у премію за найкращу жіночу роль, а також був нагороджений спеціальним призом міського Голови міста Тернополя.
- У 2000 році на 5-му фестивалі «Театральный Донбасс» з виставою «Путешествие в открытом сердце» за мотивами роману Андрія Платонова «Чевенгур» Сєвєродонецький міський театр драми отримав сім дипломів і шість премій: 2-у премію за режисуру, 1-у премію за сценографію та 1-у премію за музичне оформлення (були присуджені Олегу Александрову), 2-у премію за пластичне рішення, дві 3-ті премії в номінаціях «Найкраща жіноча роль» та «Найкраща чоловіча роль» та Диплом за найкращі костюми.
- У вересні 2000 року на фестивалі молодої українськох режисури «Тернопільські театральні вечори» з виставою «Путешествие в открытом сердце» театр здобув 2-у премію за найкращу режисуру.
- У грудні 2000 року за запрошенням Міністра культури України Богдана Ступки Сєвєродонецький міський театр драми у Києві показував свою виставу «Осенние цветы» за п'єсою Олександри Погребінської (на грант Президента України) та «Путешествие в открытом сердце».
- У березні 2003 року театр узяв участь у першому Всеукраїнському молодіжному фесті «Театрон» (м. Харків) з виставою «У-Рок», яка стала лауреатом в номінації «Спектакль фесту», диплом лауреата в номінації «Режисер фесту» було присуджено Олегу Александрову. Театр також був нагороджений Дипломом альтернативного журі.
- Сєвєродонецький міський театр драми брав участь в 11-тому Міжнародному театральному фестивалі-лабораторії «МИСТЕЦЬКЕ БЕРЕЗІЛЛЯ. ЛІДЕРИ», в рамках якого 30 вересня 2003 року був показаний спектакль «Гоголь-Моголь» (за мотивами творів М. В. Гоголя).
- У березні 2004 року театр узяв участь у 2-му Всеукраїнському молодіжному фесті «Театрон» з виставою «Путешествие в открытом сердце», де був відмічений дипломами в номінаціях: «Палитра фесту» (О. Александров) і «Найкраще музичне рішення» (О. Александров).
- У квітні 2004 року театр було запрошено на Другий Всеукраїнський театральний фестиваль «В гостях у Гоголя» (м. Полтава) з виставою «Гоголь-Моголь», яка відмічена дипломом лауреату фестивалю та пам'ятними призами.
- У вересні 2004 року заклад уперше брав участь у дитячому театральному фестивалі — V Міжнародному фестивалі «Вересневе небо дітям України» (м. Макіївка) з виставою «Тимка» (за мотивами п'єси Б. Юнгера «Син Чорної гори») — диплом «За найкраще музично-пластичне вирішення казкового персонажу» (Н. Карчкова).
- У березні 2006 року — участь театру в 2-му фестивалі-лабораторії «АРТ-альтернатива» (м. Донецьк) з виставою «Замуж за индюка».
- У квітні 2006 року театр показав свій «Гоголь-Моголь» (2-а редакція) на VIII міжрегіональному фестивалі «Театральный Донбасс», де колектив театру отримав дипломи.
- У березні 2007 року театр узяв участь у 3-му фестивалі-лабораторії «АРТ-альтернатива» (м. Макіївка) зі спектаклем «ZOO STORY», де був відмічений Дипломом лауреата.
- У листопаді 2007 року колектив Сєвєродонецького міського театру драми брав участь у VIII Всеукраїнському фестивалі «Тернопільські театральні вечори» з виставою «Гоголь-Моголь» — 3 дипломи (за участь, за музичне та пластичне вирішення).
- У вересні 2008 року театр з виставою «Замуж-поздно, сдохнуть-рано» взяв участь у IX регіональному фестивалі «Театральный Донбасс» (м. Донецьк), на якому був нагороджений Дипломом «За відданість мистецтву».
- У квітні 2009 року з виставою «Игра» за п'єсою С. Беккета трупа театру выступила на V фестивале-лаборатории «АРТ-альтернатива» (г. Донецк).

Наприкінці 2007 року вперше за історію функціонування Сєвєродонецький міський театр драми побував на гастролях. За обопільною домовленістю директорів Сєвєродонецького театру та Донецького обласного театру юного глядача у листопаді 2007 року відбулися обмінні гастролі між театрами.
В грудні того ж (2007) року в рамках проекту «Северодонецкие театральные сезоны», організованого Луганським обласним управлінням культури, Сєвєродонецький театр презентував можливість глядачам обласного центру Луганська ознайомитись із найкращими своїми виставами, що демонструвались на сцені Луганського обласного російського драматичного театру.

## Спогади
- Аркадий Васильев СЕВЕРОДОНЕЦКИЙ ТЕАТР «ДРАМЫ И АБСУРДА»(рос.)